# Bistum Bossangoa
Das Bistum Bossangoa (lateinisch Dioecesis Bossangoensis) ist ein römisch-katholisches Bistum mit Sitz in Bossangoa in der Zentralafrikanischen Republik. 

## Geschichte
Papst Johannes XXIII. gründete die Apostolische Präfektur Bangassou mit der Apostolischen Konstitution Qui Christo iubente am 9. Februar 1959 aus Gebietsabtretungen des Bistums Berbérati und wurde dem Erzbistum Bangui als Suffragandiözese unterstellt.
Mit der Apostolischen Konstitution Gaudet sancta wurde sie am 16. Januar 1964 zum Bistum erhoben.

## Ordinarien

### Apostolische Präfekt von Bossangoa
- Léon Chambon OFMCap (14. Dezember 1959–16. Januar 1964)

### Bischöfe von Bossangoa
- Léon Chambon OFMCap (16. Januar 1964–22. April 1978, zurückgetreten)
- Sergio Adolfo Govi OFMCap (22. April 1978–10. Juni 1995 zurückgetreten)
- Paulin Pomodimo (10. Juni 1995–26. Juli 2003, dann Erzbischof von Bangui)
- François-Xavier Yombandje (3. April 2004–16. Mai 2009, zurückgetreten)
  - Pascal Tongamba, (Juni 2009 bis Mai 2012 Apostolischer Administrator)
- Nestor-Désiré Nongo-Aziagbia SMA (14. Mai 2012 ernannt)